# Sarira

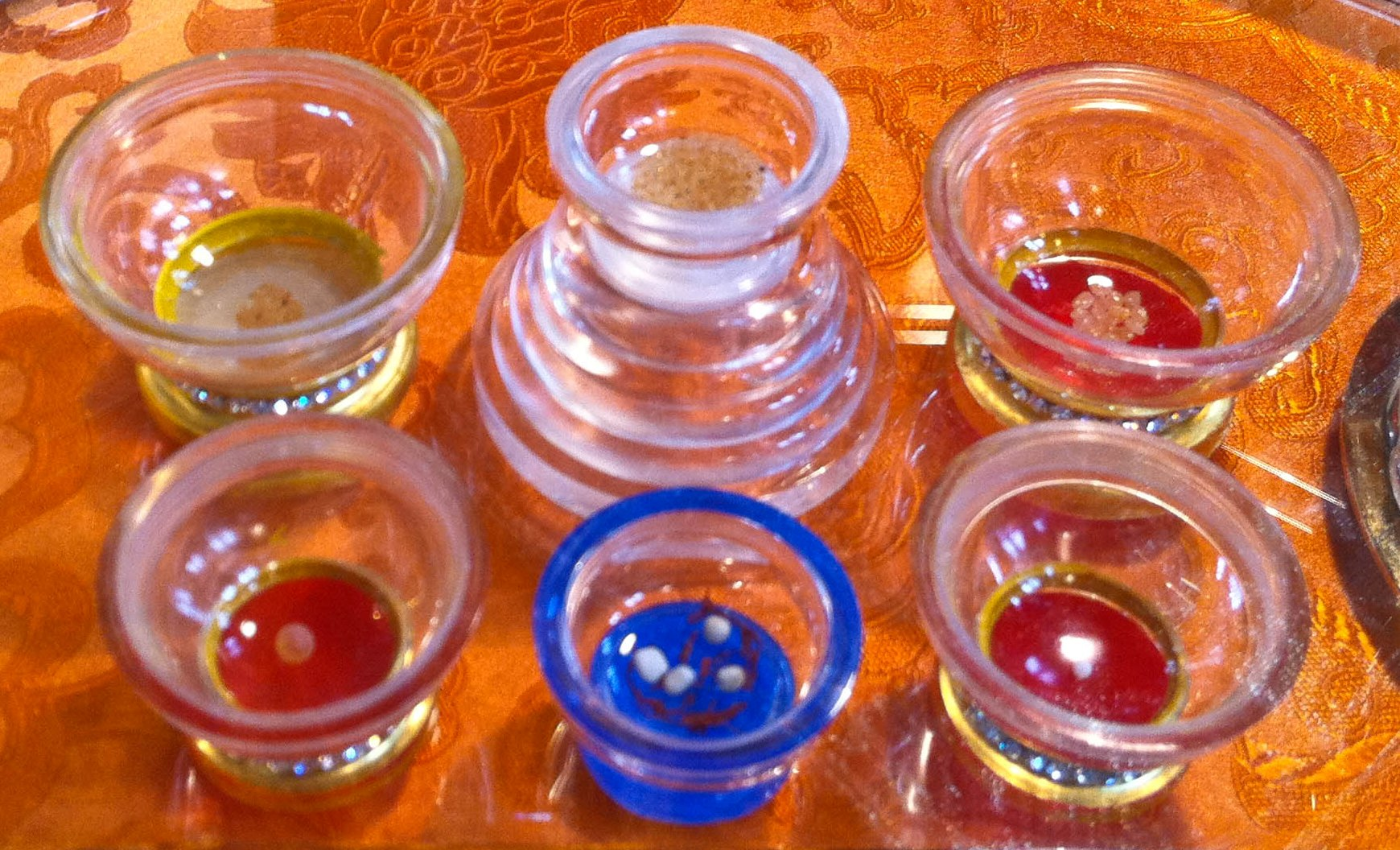
Verschiedene Sariras in Behältern

Sarira (Sanskrit, tibetisch Ringsel) ist eine Bezeichnung für buddhistische Reliquien. Meist werden darunter kleine Perlen oder kristallähnliche Kugeln verstanden, die nach buddhistischer Überlieferung nach dem Tod eines buddhistischen Meisters nach dessen Verbrennung in der Asche gefunden werden können. In verschiedenen buddhistischen Traditionen werden die Sariras verehrt, und ihnen werden auch besondere Kräfte zugeschrieben.

## Entstehung
Wie die Sariras genau entstehen, ist unbekannt. Mögliche Erklärungen für einen natürlichen Ursprung sind eine Kristallisation von Knochen beim Verbrennen oder Überreste von Nierensteinen, Gallensteinen oder Harnsteinen. Darüber hinaus kann es sich ebenso um die Überreste von kleineren Knochen oder absichtlich oder unabsichtlich entstandenen Artefakten etwa aus Grabbeigaben oder anderen Zugaben bei der Feuerbestattung handeln. Außerhalb des Buddhismus wird auf solche Verbrennungsüberreste (beispielsweise Konkretionen) nicht geachtet, weswegen Unterschiede in der Anzahl oder Gestalt von solchen Bildungen in verschiedenen Kulturen nicht einfach nachgewiesen werden können.

## Etymologie
Der Begriff Sarira oder „sharira“ (शरीर) ist ein Lehnwort aus dem Sanskrit (Śarīra) und bedeutet ursprünglich „Körper“, wurde aber in buddhistischen Sanskrit-Texten als Bezeichnung für „Reliquien“ verwendet. Der Begriff „Ringsel“ ist ein Lehnwort aus der tibetischen Sprache. Meist werden die Wörter Sarira und Ringsel als Synonyme verwendet. Die nach der Kremierung aufgefundenen Perlen oder Kugeln sind nur ein Teilaspekt des Begriffes. Auch mumifizierte sterbliche Überreste von bedeutenden Geistlichen sowie Asche und andere Überreste nach der Kremierung werden damit bezeichnet. Im übertragenen Sinne kann im Mahayana-Buddhismus darunter auch die Essenz einer Lehre (Dharma-kāya nach der Drei-Körper-Lehre) verstanden werden.

## Bilder

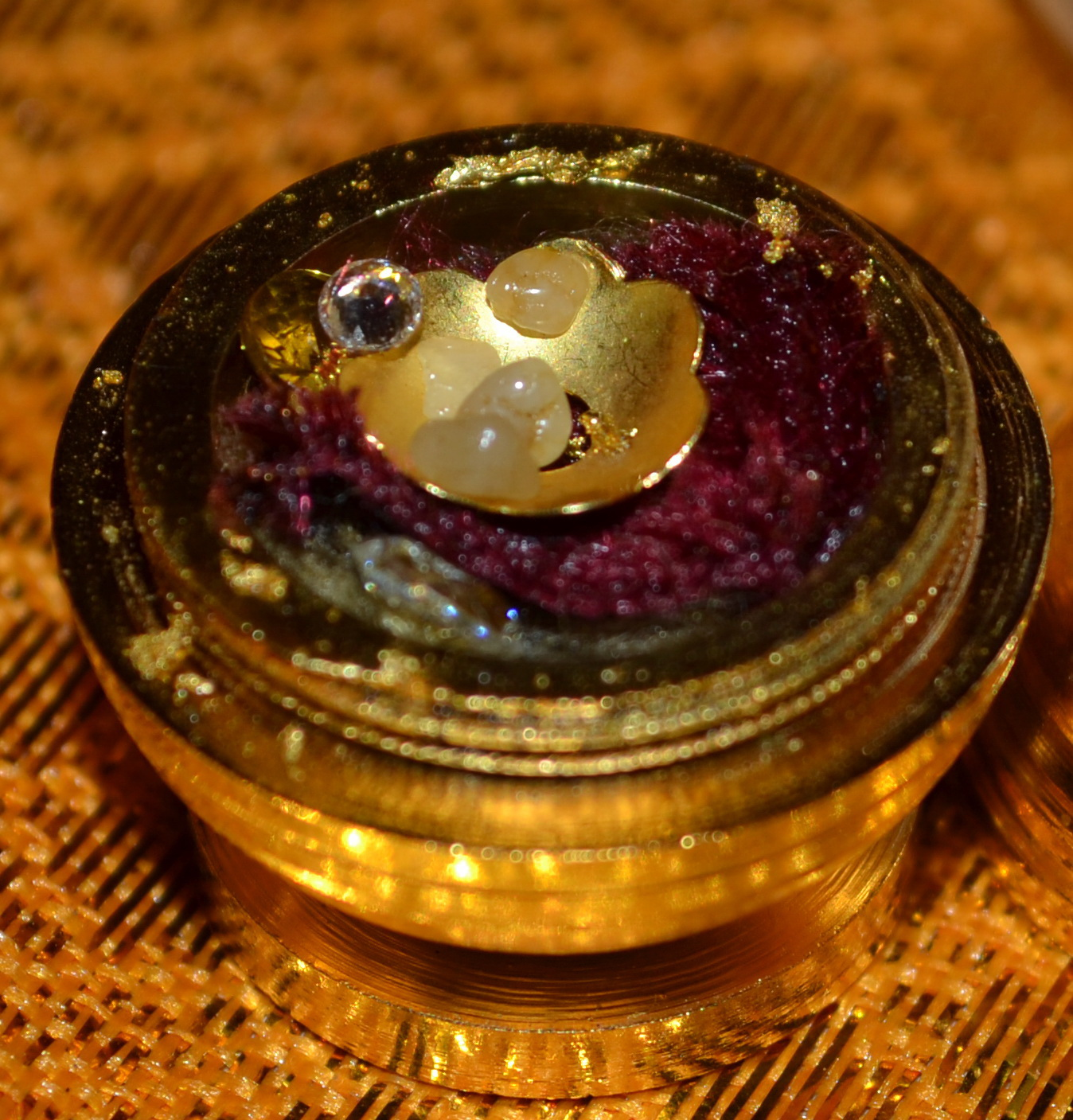
Sariras des Obersten Mönchspatriarchen Thailands
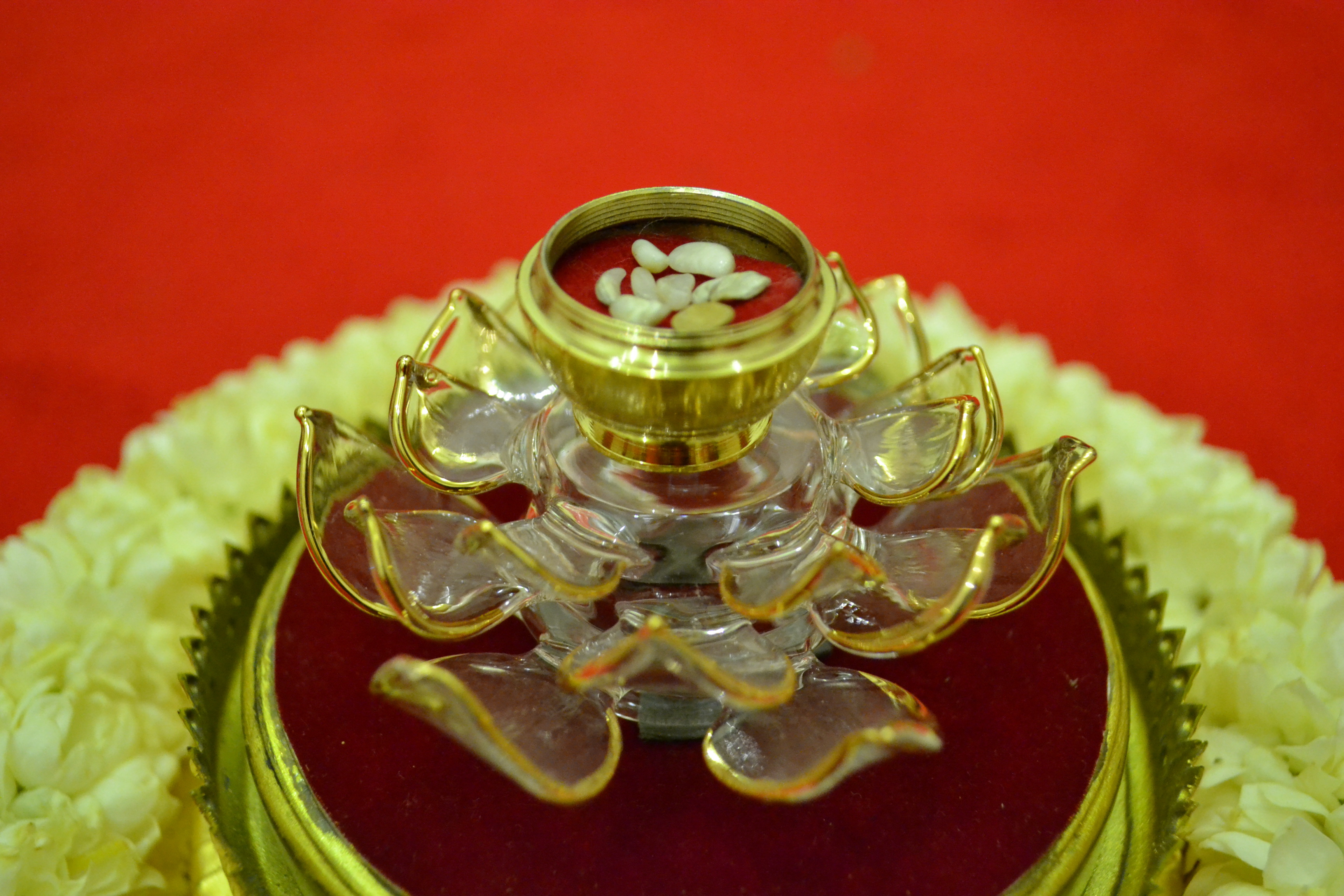
Sariras des Obersten Mönchspatriarchen Thailands
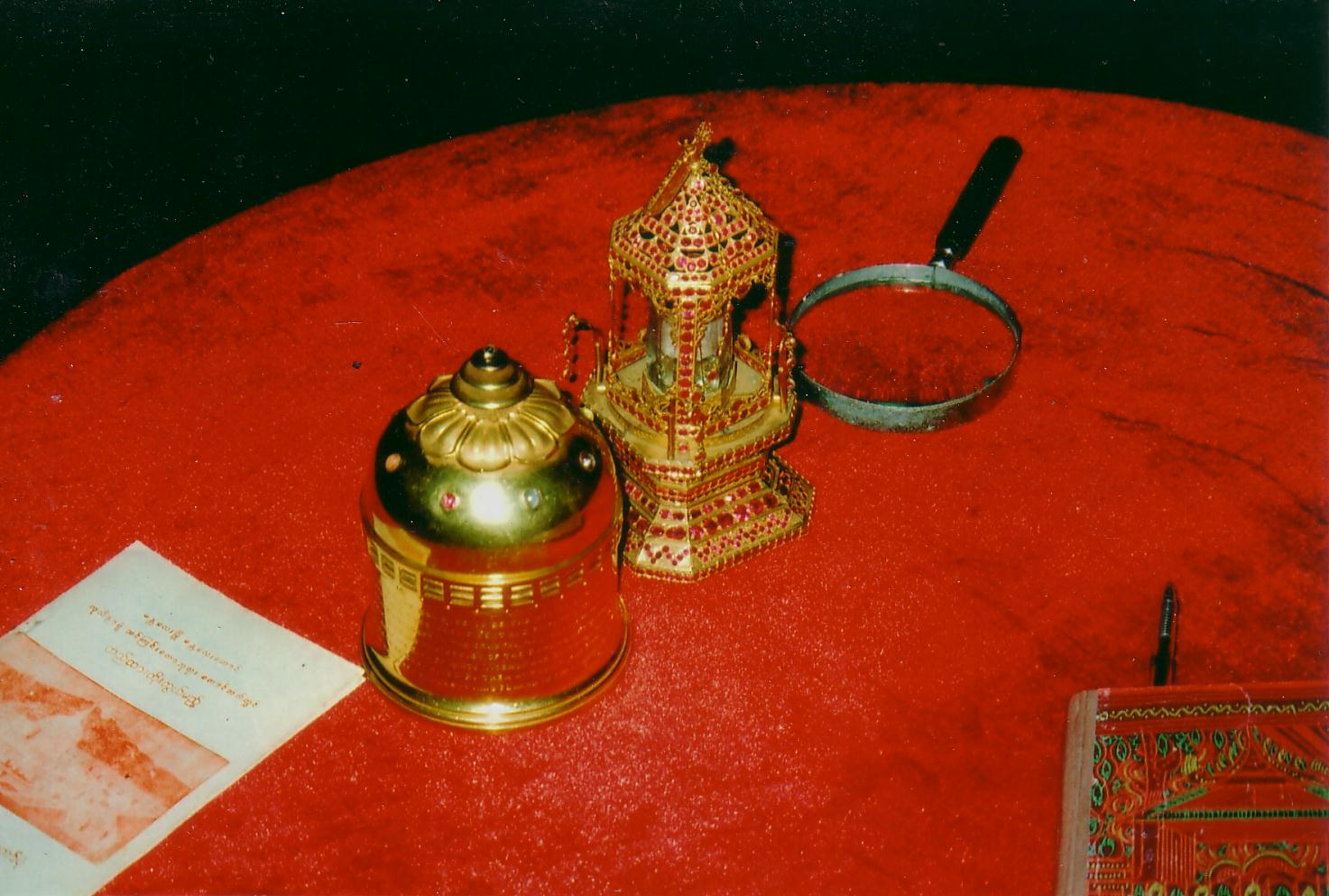
Behälter mit Reliquien Buddhas aus der Stupa Kanischka in Peschawar, Pakistan, mittlerweile in Mandalay, Burma